# グレゴール・メンデル・メダル
グレゴール・メンデル・メダル（ドイツ語: Gregor-Mendel-Medaille）は、ドイツの国立科学アカデミー・レオポルディーナが授与する生物学の賞。1965年にグレゴール・ヨハン・メンデルを記念して創設された。

## 受賞者
- 1967年 マックス・デルブリュック
- 1970年 シドニー・ブレナー、Nikolay Timofeev-Ressovsky
- 1973年 エルヴィン・シャルガフ
- 1975年 Curt Stern
- 1977年 Heinz-Günter Wittmann
- 1980年 エルンスト・マイヤー
- 1983年 Dietrich Starck
- 1985年 Jozef Schell
- 1987年 ジェーン・グドール
- 1989年 Andrei Mirzabekov
- 1991年 杉浦昌弘
- 1993年 Dieter Oesterhelt
- 1995年 Diter von Wettstein
- 1998年 ヴァルター・ゲーリング
- 1999年 Herbert Jäckle
- 2001年 Konrad Sandhoff
- 2003年 Peter Propping
- 2005年 Rolf Knippers
- 2007年 August Böck
- 2009年 Heinz Saedler
- 2011年 Regine Kahmann
- 2013年 Nicholas H. Barton
- 2015年 Detlef Weigel
- 2017年 ペーター・ヘーゲマン
- 2019年 Magdalena Götz
- 2021年 Stefan Mundlos
- 2022年 クリスティアーネ・ニュスライン＝フォルハルト
- 2024年 Thomas Boehm

## 参照
- Mendel-Medaille